# Campeonato Carioca de Futebol de 1983 - Segunda Divisão
O Campeonato Carioca da Segunda Divisão de 1983 foi uma edição da segunda divisão do campeonato estadual de futebol profissional do Rio de Janeiro. A competição foi organizada pela Federação de Futebol do Estado do Rio de Janeiro (FERJ).
Os promovidos ao final do certame foram Olaria (campeão) e Friburguense (vice-campeão) para os lugares dos rebaixados Bonsucesso e São Cristóvão.

## Participantes
O Campeonato Estadual da Segunda Divisão foi disputado pelas seguintes agremiações:
- Friburguense Atlético Clube, de Nova Friburgo
- Madureira Esporte Clube, do Rio de Janeiro
- Mesquita Futebol Clube, de Nova Iguaçu
- Olaria Atlético Clube, do Rio de Janeiro
- Associação Atlética Portuguesa, do Rio de Janeiro
- Rubro Atlético Clube, de Araruama
- Serrano Futebol Clube, de Petrópolis
- Esporte Clube Siderantim, de Barra Mansa